# محمد صفا بك
محمد صفا بك بن محمد ناصر الدين الحسني (1879 - 1932) صحفي وكاتب قصصي مصري. ولد في القاهرة لعائلة حسنية، ونشأ بها. درس أولًا في مدرسة القبة الخديوية ثم مدرسة الأنجال، والمبتديان والتجهيزية. وبعد تخرجه تقلب عدة وظائف ثم دخل الصحافة سنة 1895 فأنشأ صحيفتين تم إغلاقهما فقُدم إلى المحاكمة. واصل مهنته في تركيا، ثم رجع إلى وطنه بعد إعلان الدستور العثماني فأنشأ جريدة «صدى الحق» عام 1927 في القاهرة. توفي بها عن 54 عامًا. له عدة مؤلفات مخطوطة ومطبوعة، وروايات وترجمات عن التركية.

## سيرته
هو محمد صفا بك ابن محمد ناصر الدين بن علي صالح، ينتهي نسبه إلى الحسن بن علي. ولد سنة 1296 هـ/ 1879 م في القاهرة، وتوفي والده وعمرة سنة، فتولى ترتبيته خاله محمد بك السروري من رجال الجيش. ولما بلغ السادة من عمره التحق بمدرسة القبة الخديوية، ولما ألغيت نقل إلى مدرسة الأنجال، ثم مدرسة المبتديان، والتجهيزية. وبعد تخرّجه، عيّن في مصلحة السكة الحديد، وتقلب في وظائف أخرى. 

دخل الصحافة، وأنشأ جريدة «المتنزه» سنة 1895، وبعد مدة عطلت. فأنشا جريدة «المنير» الأسبوعية، وبعد شهور صادرت الحكومة الجريدة، وقدم للمحاكمة. 

سافر إلى تركيا، وعيّن في مجلس المعارف. وبدأ مهنته الصحفية‌ فيها سنة 1908، وأنشأ جريدة «العدل» ثم «بروتستو». وبعد إعلان الدستور الثعماني، عاد إلى مصر، وأنشأ جريدة «صدى الحق» سنة 1927. 

نال لقب ورتبة البكوية. توفي حوالي سنة 1351 هـ/ 1932 م بالقاهرة. 

## أدبه
جاء عنه في معجم البابطين «ما أتيح من شعره قليل: قصيدة واحدة مطولة «على روي الدال» في مديح النبي (ص)، وآل بيته. يميل إلى الحكمة واستخلاص العبر، وهو شاعر تقليدي بدأ مطولته بالبكاء على الأطلال، وذكر الديار على عادة أسلافه، يتميز بنفس شعري طويل، ولغة مواتية، وخيال تقليدي قريب، مع وحدة الروي دل على اتساع معجمه الشعري وجزالة ألفاظه وقوة عبارته.التزم عمود الشعر إطارًا في بناء قصيدته.» ومن قصيدته «آل النبوة»:

## آثاره
من مؤلفاته:
- «كتاب الحاوي»، قصص
- «النصر المبين»، رواية
- «سحر العقول»، رواية
- «آل محمد، قصيدة في مدح أهل البيت»
- «مناهل الشكران»، مختصر رسالة الغفران
- «الأوتاد»
- «دليل بروسة»
- «سياسة الخلافة والأتراك»، ترجمة
- «الإسلام والحج»، بالعربية والتركية
- «غاية الإرب في تعلم لسان العرب»
- «الحق المبين»
- «دليل الآستانة»